# Leonor Fini
Leonor Fini, född 30 augusti 1907 i Buenos Aires, död 18 januari 1996 i Paris, var en argentinsk konstnär inom surrealismen, illustratör och författare.

## Biografi
Leonor Fini föddes i Buenos Aires men växte upp i Trieste. Hon deltog i sin första grupputställning när hon var sjutton år gammal. Därefter flyttade hon till Milano och i början av 1930-talet till Paris. Där lärde hon bland annat känna Carlo Carrà, Giorgio de Chirico, Leonora Carrington, René Magritte, Paul Éluard, Max Ernst, Georges Bataille, Henri Cartier-Bresson, Pablo Picasso, André Pieyre de Mandiargues och Salvador Dalí.
I den oroande målningen Red Vision från 1984 ses en liten vitklädd flicka betrakta en amorf röd varelse som svävar över golvet.

## Utställningar
- Leonor Fini / Pourquoi pas? på Bildmuseet, Umeå Universitet, från 2014-01-31 till 2014-05-11 [3]